# Flosmutisia
Flosmutisia là một chi thực vật có hoa trong họ Cúc (Asteraceae).

## Loài
Chi Flosmutisia gồm các loài: